# جون كارول (سياسي)
جون كارول (بالإنجليزية: John Carroll)‏ هو سياسي أمريكي، ولد في 18 ديسمبر 1929 في الولايات المتحدة. حزبياً، نشط في الحزب الجمهوري. وقد انتخب عضو مجلس النواب في هاواي.

## وصلات خارجية
- الموقع الرسمي